# Pirates of the Caribbean
Pour les films, voir Pirates des Caraïbes. Pour les autres significations, voir Pirates des Caraïbes (homonymie).
Pirates of the Caribbean (en français : Pirates des Caraïbes) est une des attractions les plus célèbres des parcs Disney. Elle a ouvert pour la première fois en 1967 à Disneyland et a été ensuite dupliquée dans la plupart des royaumes enchantés. L'attraction de Shanghaï Disneyland, nommée Pirates of the Caribbean: Battle for the Sunken Treasure utilise une technologie plus récente et un parcours reprenant plus d'éléments des films.
Cette attraction a inspiré la saga cinématographique Pirates des Caraïbes réalisée par Gore Verbinski et plusieurs jeux vidéo.

## Le concept
Pirates of the Caribbean est une croisière scénique avec un parcours chaotique dû à des changements de niveau et à des chutes rapides. Elle se situe dans des "lands" différents selon les parcs et évoque la piraterie dans les îles des Caraïbes. L'histoire se déroule en plusieurs tableaux depuis l'attaque du port par des pirates jusqu'à la destruction de la poudrière et la mort de tous les pirates, dont les squelettes gardent encore les trésors enfouis. La chanson de l'attraction, Yo Ho (A Pirate's Life For Me), est devenue un standard des parcs Disney au même titre que celle de It's a Small World.
Initialement, l'attraction devait être un parcours scénique pédestre, mais les progrès réalisés avec les attractions de la Foire internationale de New York 1964-1965, principalement It's a Small World ont changé les plans. Elle n'était pas liée à un film en particulier, malgré des similitudes avec L'Île au trésor (1950) et Les Robinsons des mers du Sud (1960). Ce n'est qu'après la sortie en 2003 du premier opus de la série Pirates des Caraïbes que l'attraction a été modifiée pour se rapprocher des films.

## Musique
La musique de fond du manège a été composé par George Bruns, arrangeur du studio Disney au temps des années 1960 pour ses attractions, mais également pour ses films et longs-métrages animés. L'accompagnement musical dans l'attraction, a été clairement identifié par l'usage des bois à vent chaud, ce même accompagnement que Bruns utilisera plus tard pour le prochain film d'animation, Le Livre de la Jungle, sorti la même année que le manège en 1967.
La chanson Yo Ho (A Pirate's Life For Me), qui est également un jingle original créée par Bruns, devint aussi populaire que les autres chansons de Disneyland, tel que It's a small world after all des Frères Sherman, ou bien plus tard Grim Grinning Ghost, de Xavier Atencio, (co-compositeur de Pirate of the Caribbeans) sur le prochain manège iconique de Disneyland The Haunted Mansion, et elle fut reprise également dans les films qui inspira le manège. Par ailleurs, comme pour Grim Grinning Ghost, de Haunted Mansion, la chanson symbolique du manège a été interprété par The Mellomens.

## Les attractions
Les différences viennent essentiellement de l'aspect extérieur de l'attraction et de la date d'ouverture.

### Disneyland

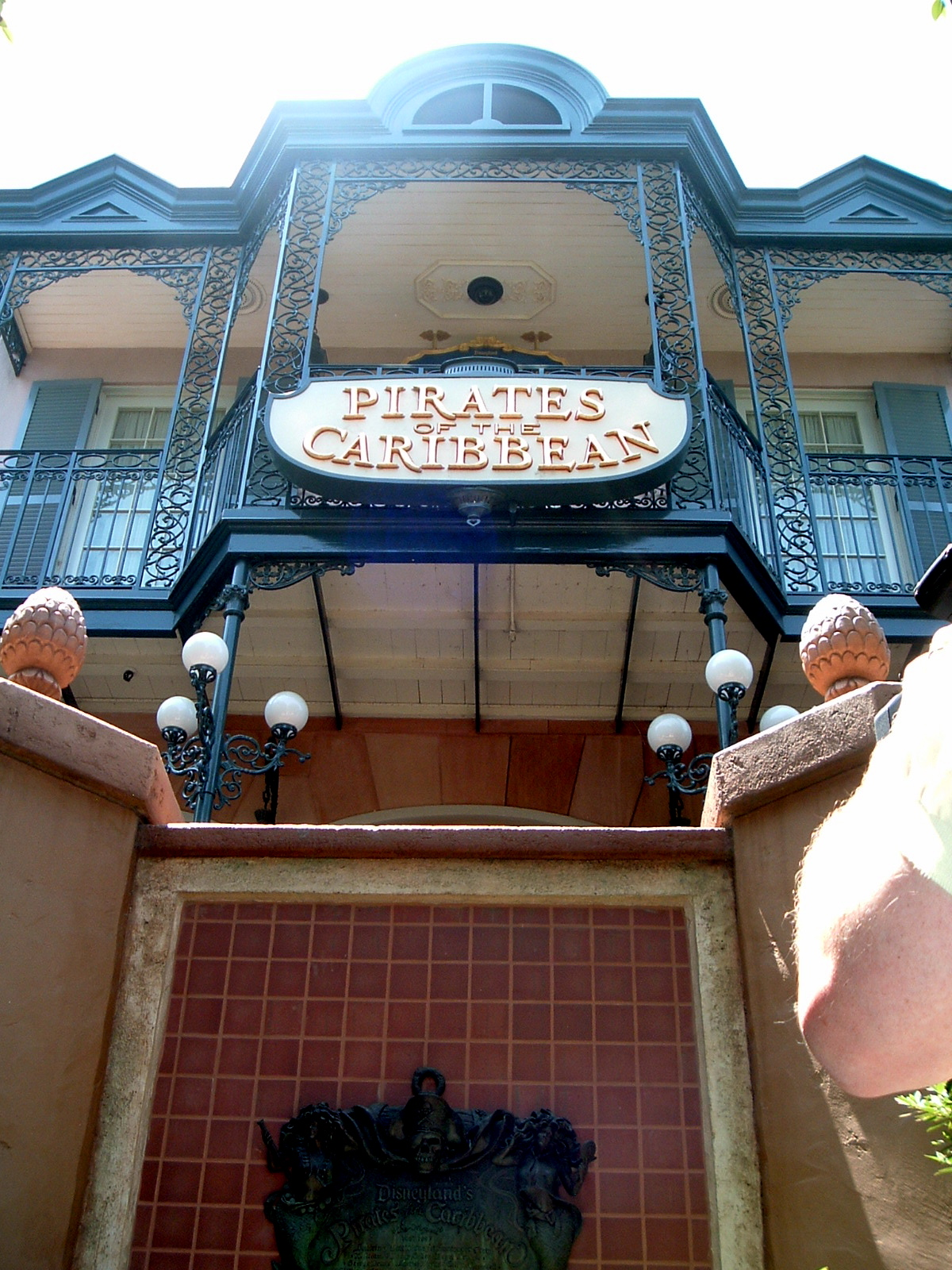
Façade de l'attraction de Disneyland.

L'attraction ouvrit en 1967 dans un nouveau land, le New Orleans Square. L'aspect extérieur, adopté pour cette raison, est celui d'une demeure de La Nouvelle-Orléans. L'entrée se fait sous la Disney Gallery.
Le choix d'implanter une attraction sur le thème de la piraterie dans un décor néo-orléanais, est certainement parce que la Nouvelle-Orléans, fut le lieu principal des activités de piraterie "Royaume de Barataria" vers le début du XIXe siècle et que le personnage le plus important de la région fut le flibustier français, Jean Lafitte, un corsaire impliqué dans la bataille de la Nouvelle-Orléans aux côtés des américains sous les ordres du général Andrew Jackson, et que sa participation a engendré la victoire sur les britanniques.
- Ouverture : 18 mars 1967[3],[2].
- Réouverture après réhabilitation : 25 juin 2006
- Capacité : 3 400 visiteurs par heure
- Nombre d'audio-animatronics : 123
  - 66 pirates et villageois
  - 57 animaux et oiseaux
- Volume d'eau utilisé : 2 775 m³
- Les chutes et ascenseurs
  - Première chute :
    - Longueur : 16 m
    - Angle : 21°

  - Seconde chute :
    - Longueur : 11,5 m
    - Angle : 21°

  - Ascenseur final avec retour au Lafitte's Landing :
    - Longueur : 28 m
    - Angle : 16°
- Nombre de bâtiments : 2
- Nombre d'étages : 3 (Blue Bayou, Upper Caverns, Main Show au rez-de-chaussée)
- Hauteur maximale sous plafond : 13 m
- Durée de l'attraction : 14 min 30 s
- Type : croisière rapide
- Constructeur : Arrow Dynamics[4]
- Situation :
  - Entrée : 33° 48′ 41″ N, 117° 55′ 15″ O
  - Bâtiment 1 : 33° 48′ 39″ N, 117° 55′ 16″ O
  - Bâtiment 2 : 33° 48′ 38″ N, 117° 55′ 19″ O

### Magic Kingdom

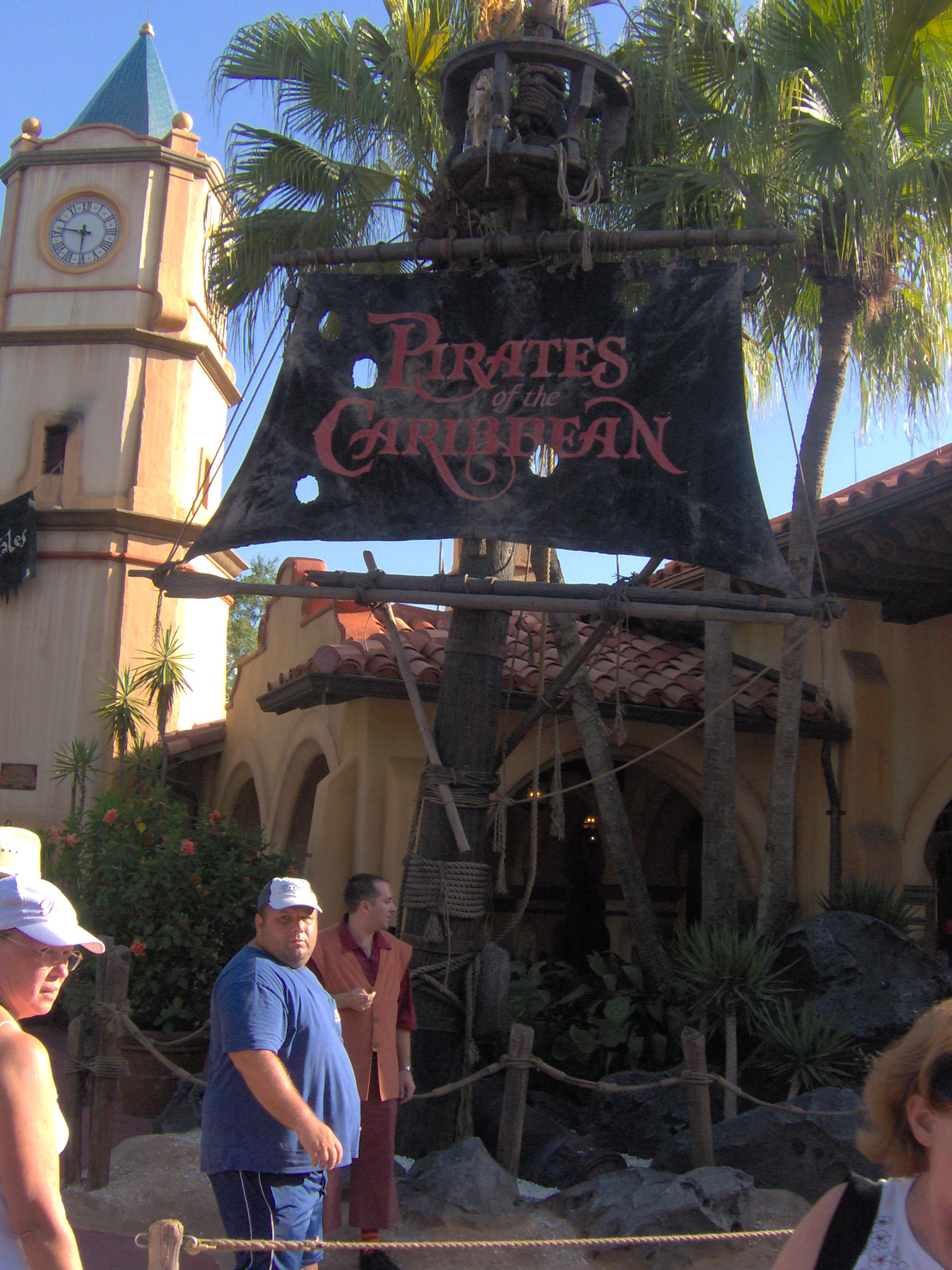
Enseigne à l'entrée de l'attraction au Magic Kingdom.

L'attraction ouvrit en 1973 dans Adventureland. Une place a été construite spécialement à l'extrémité ouest de ce pays. En raison de la proximité de la partie hispanique de Frontierland, l'architecture adoptée est celle d'un port espagnol des Caraïbes. Elle s'inspire du Castillo San Felipe del Morro à San Juan sur l'île de Porto Rico, construit au XVIe siècle par les espagnols.

L'attraction n'a pas ouvert avec le parc (1971) en raison d'une hésitation de la direction de Disney à proposer une attraction sur les thèmes des pirates des Caraïbes, région située à proximité de la Floride. Toutefois, la demande du public ne se souciait pas de cela et l'attraction a donc été construite.
Dans la file d'attente de cette version de l'attraction, deux squelettes de pirates enfermés dans une cellule disputent une partie d'échec. Mais même s'ils revenaient à la vie, ils ne pourraient pas terminer leur partie. En effet, la partie est bloquée (pat) : les seuls déplacements possibles redonnent une position d'échec. Ce souci du détail et ce gag sont dus à Marc Davis. De plus en raison des contraintes techniques différentes de la version de Disneyland, dont la plus importante est le niveau élevé de la nappe phréatique, celle-ci ne comporte qu'une seule chute au lieu de deux.
Le 19 mars 2018, l'attraction Pirates of the Caribbean de Disney World rouvre après plusieurs mois de rénovation, mais en modifiant la scène d'enchères d'esclaves en scène d'enchères des biens et la femme rousse n'est plus vendue pour mariage mais devenue une pirate.
- Ouverture : 15 décembre 1973[3]
- Conception: WED Enterprises, Arrow Dynamics
- Nombre d'audio-animatronics : 125
  - 65 pirates et villageois
  - 60 animaux et oiseaux
- Volume d'eau utilisé : 620 m³
- Longueur de la chute : 17,3 m
- Durée de l'attraction : 8 min 30 s
- Type : croisière rapide
- Situation :
  - Entrée : 28° 25′ 05″ N, 81° 35′ 03″ O
  - Bâtiment 1 : 28° 25′ 03″ N, 81° 35′ 04″ O
  - Bâtiment 2 : 28° 25′ 04″ N, 81° 35′ 07″ O

### Tokyo Disneyland
Ouverte en 1983 avec le reste du parc, elle reprend l'architecture de Disneyland avec New Orleans Square, mais sans la Disney Gallery.
- Ouverture : 15 avril 1983[3]
- Réouverture après réhabilitation : 20 juillet 2007
- Audio-Animatronics : 123
  - 66 pirates et villageois
  - 57 animaux
- Chute : 1
- Nombre d'étages : 3 (Blue Bayou, Upper Caverns, Main Show au rez-de-chaussée)
- Type : croisière rapide
- Situation : 35° 38′ 03″ N, 139° 52′ 51″ E

### Disneyland Paris

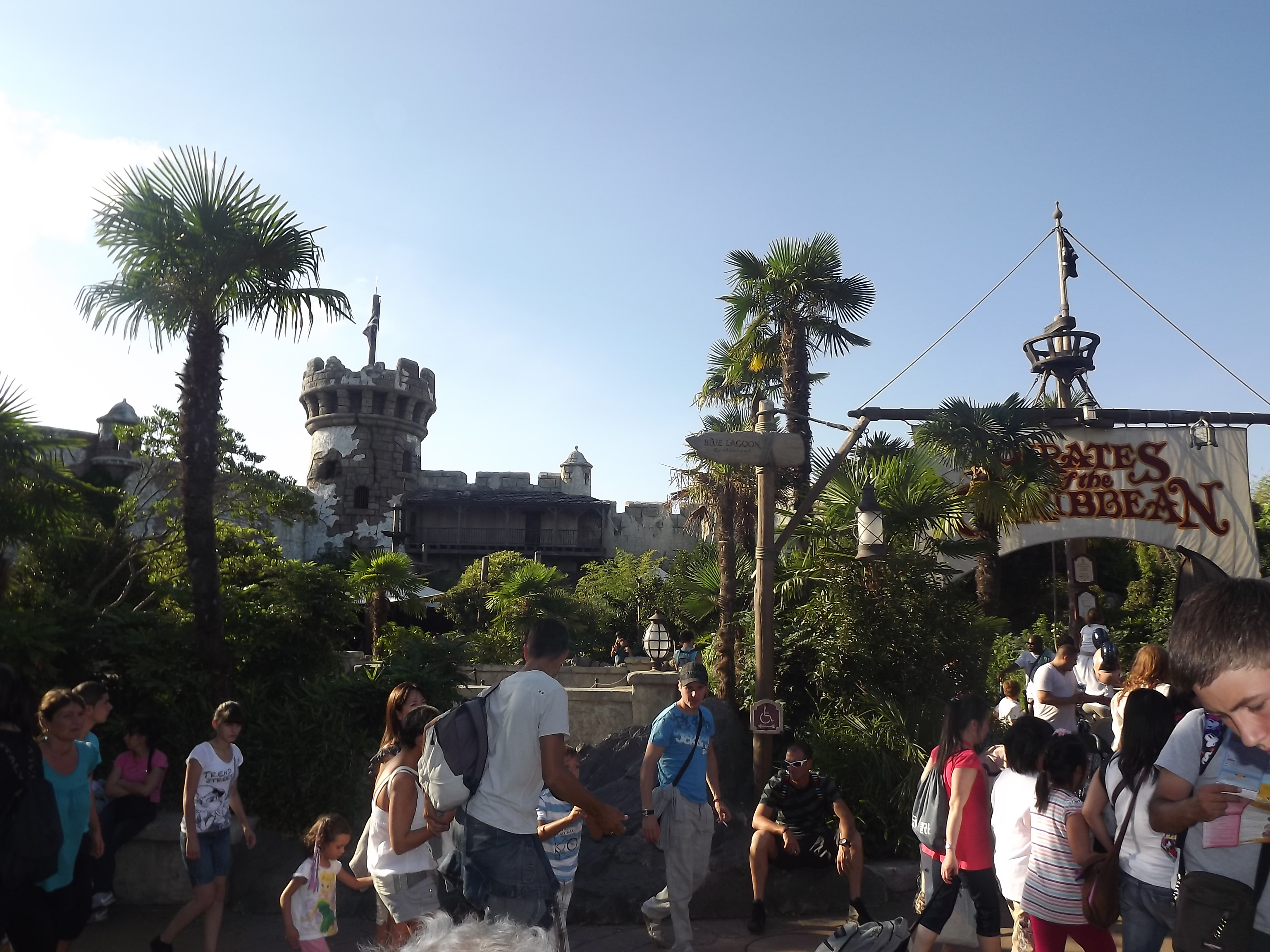
Bâtiment et entrée de la version parisienne.

Ouverte en avril 1992 avec le parc, elle adopte l'aspect d'un fort délabré d'une île des Caraïbes, inspiré entre autres de Port-au-Prince. L'attraction possède en raison des intempéries européennes, une très longue file d'attente couverte serpentant dans l'attraction. L'ambiance y est moite et sombre, ce qui permet une bonne introduction à l'attraction.
Le début de l'attraction passe devant le restaurant Captain Jack's qui évoque une auberge de flibustiers située en bord de mer, éclairée par des lanternes et autres lampions, le tout sous un clair de lune permanent.
- Ouverture : 12 avril 1992 (avec le parc)[3]
- Audio-Animatronics : 116 (64 pirates et villageois (dont 12 squelettes), 52 animaux)
- Chutes : 2
- Durée : 7 min environ
- Superficie : 10 300 m2
- Effets spéciaux : le feu dans le fort
- la 2e chute avec ses 72 effets pyrotechniques
- Tableaux mythiques : la scène du cachot avec ses prisonniers cherchant à récupérer les clefs dans la gueule d'un chien.
- la salle du trésor avec ses 30 000 pièces d'or
- Type : croisière rapide
- Construction : WED Enterprises, Intamin
- Situation : 48° 52′ 25″ N, 2° 46′ 22″ E

### Shanghaï Disneyland
Pirates of the Caribbean: Battle for the Sunken Treasure est un parcours scénique en barques du Royaume Enchanté de Shanghai Disneyland, situé à Chuansha (Chine). Héritière des quatre attractions Pirates of the Caribbean présentes dans les parcs d'Anaheim, d'Orlando, de Tokyo et de Marne-la-Vallée ; elle en reprend certains codes, tout en intégrant de nouvelles technologies.
L'attraction est la deuxième de tous les parcs Disney, après The Legend of Captain Jack Sparrow, à se baser sur la série de films Pirates des Caraïbes, et non l'inverse. Les films de la saga se sont en effet basés sur l'attraction commune aux autres parcs. La version de Shanghai possède des audio-animatronics représentant les personnages de Jack Sparrow et Davy Jones tels qu'ils apparaissent dans les films,.
L'extérieur de l’attraction représente la ville fictive des pirates : Tortuga. Le bateau qui fait office de manège ne se déplace pas sur une piste, mais est tiré par des aimants dans des salles où sont projetées des images de synthèse, mais aussi dans des salles plus classiques contenant des décors et des automates mécaniques. L’attraction se déroule dans un premier temps sous l’eau, puis le bateau en ensuite aspiré vers la surface pour se retrouver au milieu d’une bataille navale.
Il s'agit là d'une totale réinvention de l'attraction originelle, dont seul le concept de croisière reste finalement présent. Certains décrivent l'attraction comme "un bijoux de technologie". On notera qu'elle n'utilise que très peu d'audio-animatronics, contrairement aux versions précédentes.
L'attraction est également célèbre pour son show Building (bâtiment abritant l'attraction) gigantesque, bien que ce ne soit sans doute qu'un détails de cette attraction qu'il faut tout de même relever.
Cette attraction bénéficie du système Disney Premier Access
- Ouverture : 16 juin 2016 (avec le parc)
- Conception : Walt Disney Imagineering
- Superficie : 15 000 m²
- Audio-Animatronics : ~9
- Chutes : 1 (en arrière)
- Longueur du chemin : NC
- Durée approximative : 8 minutes
- Type d'attraction : parcours scénique en barques
- Situation : 31° 08′ 51″ N, 121° 39′ 27″ E

## Autour de l'attraction
Juste après son ouverture, l'attraction et la zone New Orleans Square sont présentées le 21 janvier 1968 à la télévision dans l'émission The Wonderful World of Disney sur NBC. Une réplique du portrait de Barbe Noire présent dans le film Le Fantôme de Barbe-Noire (1968) fait partie du décor de l'attraction.
L'attraction a inspiré la création, en 1991 dans le parc Bellewaerde, du parcours scénique de Mack Rides et Space Leisure Los Piratas avec une technologie approchant celle des audio-animatronics, mais sans toutefois l'égaler. L'aspect extérieur est inspiré de la version du Magic Kingdom.
Europa-Park propose aussi une version nommée Piraten in Batavia, orientée sur le thème des Indes orientales néerlandaises. 
D'autres parcs ont également leur barque scénique sur le thème des pirates: Gardaland (I corsari), Drayton Manor (Pirate adventure), Legoland Billund (Piratenboote), Morey's Piers (Pirates of wildwood).
D'autre parcs se sont inspirés de Pirates des Caraïbes, mais en y retravaillant le thème : Fata Morgana à Efteling utilisant le thème des 1001 Nuits et Le Palais d'Ali Baba à Walibi Belgium avec le même thème.

### Saga cinématographique
Cette attraction a inspiré la saga cinématographique Pirates des Caraïbes réalisée par Gore Verbinski et Rob Marshall :
- 2003 : Pirates des Caraïbes : La Malédiction du Black Pearl (Pirates of the Caribbean: The Curse of the Black Pearl)
- 2006 : Pirates des Caraïbes : Le Secret du coffre maudit (Pirates of the Caribbean: Dead Man's Chest)
- 2007 : Pirates des Caraïbes : Jusqu'au bout du monde (Pirates of the Caribbean: At World's End)
- 2011 : Pirates des Caraïbes : La Fontaine de jouvence (Pirates of the Caribbean: On Stranger Tides)
- 2017 : Pirates des Caraïbes : La Vengeance de Salazar (Pirates of the caribbean : Dead men Tell no Tales)

Le succès des films a entraîné une mise à jour des attractions des parcs avec les personnages et les éléments du film : en 2006 pour Disneyland et Walt Disney World Resort, en 2007 pour Tokyo Disneyland. La version française de l'attraction aura droit quant à elle à sa mise à jour pour s'adapter aux films pour le mois de juillet 2017 avec les ajouts d'audio-animatronics de Jack Sparrow et d'autres surprises.

### Jeux vidéo
- Pirates of the Caribbean: Battle for Buccaneer Gold est un jeu vidéo spécialement conçu par Walt Disney Imagineering et Disney Interactive pour DisneyQuest : le visiteur devient un pirate virtuel et dirige un galion dans la quête de l'or des boucaniers (Buccaneer Gold).
- Jeux vidéo issus de la saga cinématographique 
  - Pirates des Caraïbes
  - Pirates des Caraïbes : la Légende de Jack Sparrow
  - Le Secret du coffre maudit
  - Pirates des Caraïbes : Jusqu'au bout du monde
- Jeux vidéo MMORPG
  - Pirates of the Caribbean Online
  - L'Armée des Damnés (annulé)
- Jeux vidéo Kingdom Hearts
  - Kingdom Hearts 2
  - Kingdom Hearts 2: Final Mix+
- Adventures in the Magic Kingdom
- Lego Pirates des Caraïbes : Le Jeu vidéo